# 神作研一
神作 研一（かんさく けんいち、1965年 - ）は、日本の国文学者。専門は日本近世文学、特に和歌史・学芸史。国文学研究資料館副館長・教授、総合研究大学院大学教授。日本古典文学会賞受賞者。

## 人物・経歴
東京都生まれ。1988年上智大学文学部卒業。1994年上智大学大学院文学研究科国文学専攻博士後期課程単位取得退学、金城学院大学文学部講師。1997年同助教授、第23回日本古典文学会賞受賞。2006年同教授。2011年人間文化研究機構国文学研究資料館准教授、総合研究大学院大学准教授、博士（文学）（京都大学）、雄松堂書店ゲスナー賞受賞。2013年人間文化研究機構国文学研究資料館教授、総合研究大学院大学教授。2020年同副館長（研究担当）。

## 著書
- 『近世和歌史の研究』角川学芸出版 2013年